# Sphaerodoridium lutzeni
Sphaerodoridium lutzeni är en ringmaskart som beskrevs av Kudenov 1987. Sphaerodoridium lutzeni ingår i släktet Sphaerodoridium och familjen Sphaerodoridae.
Artens utbredningsområde är Mexikanska golfen. Inga underarter finns listade i Catalogue of Life.